# Альткірхен
Альткірхен (нім. Altkirchen) — громада в Німеччині, розташована в землі Тюрингія. Входить до складу району Альтенбургер-Ланд. Складова частина об'єднання громад Альтенбургер-Ланд.
Площа — 20,05 км2. Населення становить Невірний параметр metadata 16 077 002 ос. (станом на 31 грудня 2021).

## Географії

### Адміністративний поділ
Громада  складається з 13 сільських округ:
- Альткірхен
- Гіммель
- Гедісса
- Гельдшен
- Гростаушвіц
- Ільзіц
- Яюрн
- Кляйнтаушвіц
- Крачюц
- Небден
- Плачюц
- Ретеніц
- Требула

## Галерея

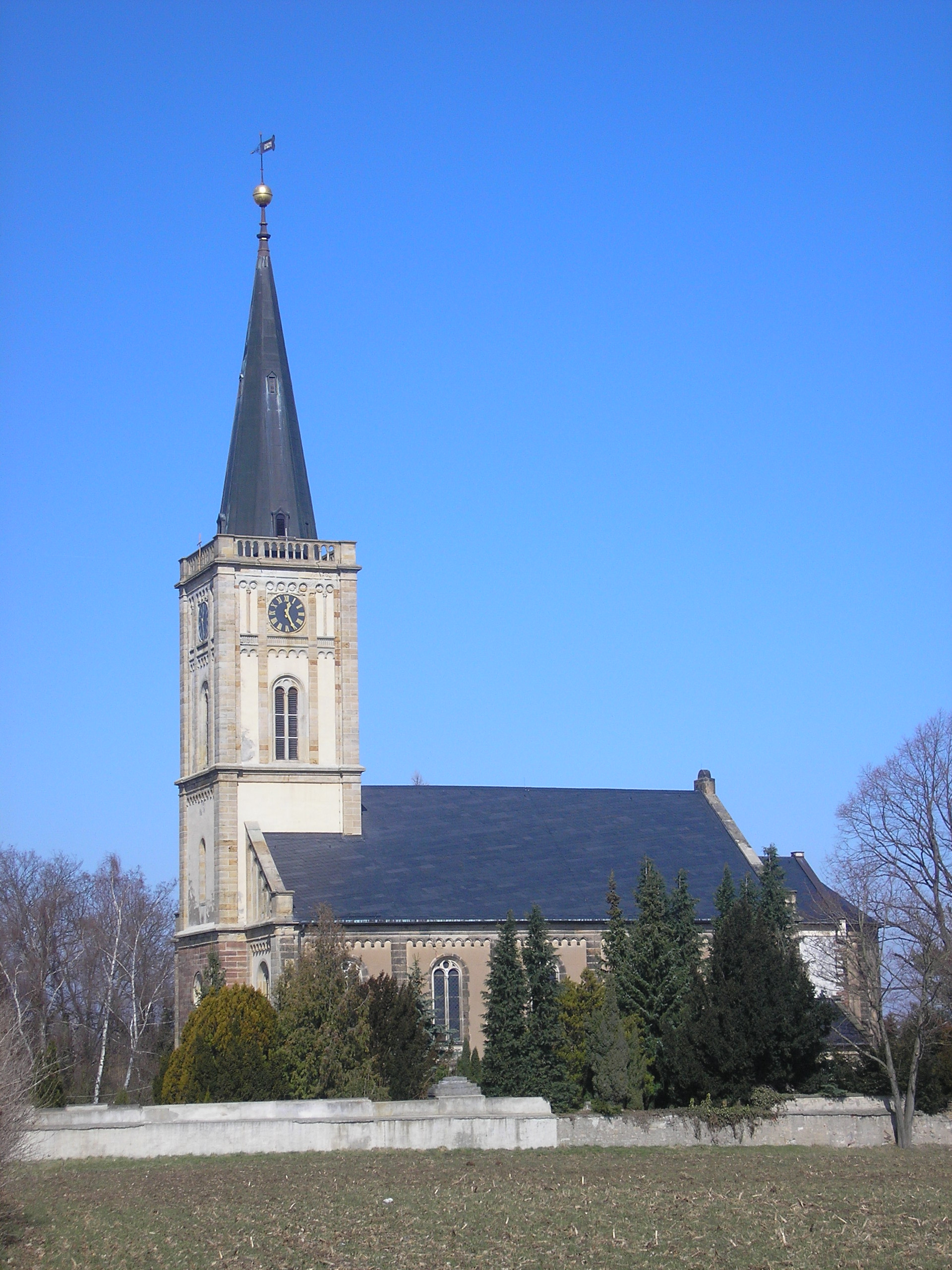